# 전국철도해양운수노동조합
영국 전국철도해양운수노동조합(일반적으로 알엠티로 불린다)은 교통 분야를 담당하는 영국 노동 조합이다.

## 언론기사
영국 가디언 2022년 5월 25일 기사는 다음과 같다.

### 총파업에 대한 찬성에 압도적으로 철도 노동자들이 투표하다

#### 철도 네트워크에서의 그리고 15개 운영체에서의 알엠티 노동자들이 다가오는 수 주일 내의의 산업적 행동을 지지하다
그윈 토팜
발행됨: 05:45 수요일, 25일 5월 2022년

영국 전역에서의 철도 파업의 여름이 큰 걸음을 더 가까이 옮겼는데 산업계의 행동에 대한 찬성으로의 “압도적” 투표를 알엠티 노조가 발표한 후에 말이다.
4만 명의 철도 노동자에 대한 그것의 투표는 화요일 저녁에 끝났고, 89 퍼센트가 파업에 대한 찬성에 투표했다고, 알엠티는 말했는데, 71 퍼센트의 참여로 말이다.
그 투표는 15개의 기차 운행 회사들을 통틀어서 시행되었고 [투표는] 가장 중요하게 ‘네트워크 레일’을 포함하는데, 그것의 신호수들이 철도를 멈출 수 있는데 만약에 그들이 회사 밖으로 걸어나온다면 말이다. 그것은 민영화 이유로 철도 노동자에 의해 이루어진 쟁의 행위로는 가장 큰 찬성이었다고 알엠티는 말했다.
하지만, 노조가 당장 파업을 선언하지는 않을 것 같고, ‘네트워크 레일’과 기차 회사와의 대화에서의 그것의 협상력을 강화하기 위해 그 압도적 힘을 사용할 것인데 그것이 철도에의 상당한 비용 감축의 영향을 상쇄하는 것을 추진하면서 말이다.
예산이 대부분의 노동자에 대해 2020년 이후로 동결되어왔고 2500개의 일자리가 없어질 수 있다고 노조는 경고해왔는데 관리 업무를 개선함으로써 매년 1억 파운드 이상 네트워크 레일이 아끼기 위해 추진할 때 말이다.
산업계 수장들은 계속된 협상을 위해 제안했는데 매일 약 3천만 파운드를 산업계에 파업이 손해 입힐 것이라고 말하면서 그랬고, 코로나 이전 수위 훨씬 아래로 정부 수입이 이미 [떨어져] 있을 때 말이다.
네트워크 레일 최고 경영자, 앤드류 하인즈는, 말했는데 노조가 "출발 총 소리를 건너뛰"었으며, 그리고 파업이 철도의 정상화에 있어서 치명적일 수 있다고, 필수 공급에 그리고 화물 수송망에 막대하게 영향을 줄 뿐만 아니라 말이다.
그는 덧붙였다: "일자리 안정과 급여에 대해 우리의 사람들이 관심을 가지고 있다는 것을 우리는 안다. 공공 기관으로서 우리는 납세자가 받을 수 있는 급여 인상을 하는 것에 있어서 일해왔고, 우리는 우리의 산별 노조와 이것을 계속해서 논의한다.
“지난 이 년간 160억 파운드 상당의 추가 긴급 구제로 산업계를 지원해왔고 그것은 지속될 수 없다. 여행 습관이 영원히 변했고 이 새로운 현실에 적응하기 위해 또한 철도도 변해야한다.”
믹 린치, 알엠티 사무총장은, 말했다: “철도 노동자에 의한 오늘의 압도적 찬성은 노조의 접근 방향에 대한 확신이고 적지 않은 급여 인상, 일자리 안정 그리고 강제적 구조조정을 구성원들이 원한다는 명확한 의사를 [찬성은] 보낸다.
“6월 중순부터의 파업 행동을 위한 계획을 논의하기 위해 우리 엔이씨[전국 간부 위원회]는 이제 만날 것이지만, 협상 테이블에 노동자들이 돌아오도록 장관들이 설득할 것이라고 우리는 진정으로 바라는데 합리적 합의를 타결하면서 말이다.”
와이트 섬의 아일랜드 라인(섬 운행 노선)을 제외한 모든 회사의 노동자가 쟁의 행위를 위해 투표했는데 반면에 가장 큰 교통 연결망 중에 하나[의 회사]의 노동자, 지티알(고비아 테임즈 연결 철도)의 노동자는, 남부와 테임즈 연결 노선을 포함하는데, 파업이 빠진 행위만 위해서 투표했다.

## 같이 보기
- 영국의 교통

1. ↑  “Railway workers vote overwhelmingly in favour of national strike” (영어). 2022년 5월 24일. 2023년 2월 2일에 확인함.